# Ctenogobiops phaeostictus
 Ctenogobiops phaeostictus es una especie de peces de la familia de los Gobiidae en el orden de los Perciformes.

## Morfología
- Las hembras pueden alcanzarlos los 2,43 cm de longitud total.[1]

## Hábitat
Es un pez de Clima tropical y asociado a los arrecifes de coral que vive hasta los 10 m de profundidad.

## Distribución geográfica
Se encuentra en el Pacífico occidental: Papúa Nueva Guinea. 

## Observaciones
Es inofensivo para los humanos. 